# Petit reactor modular

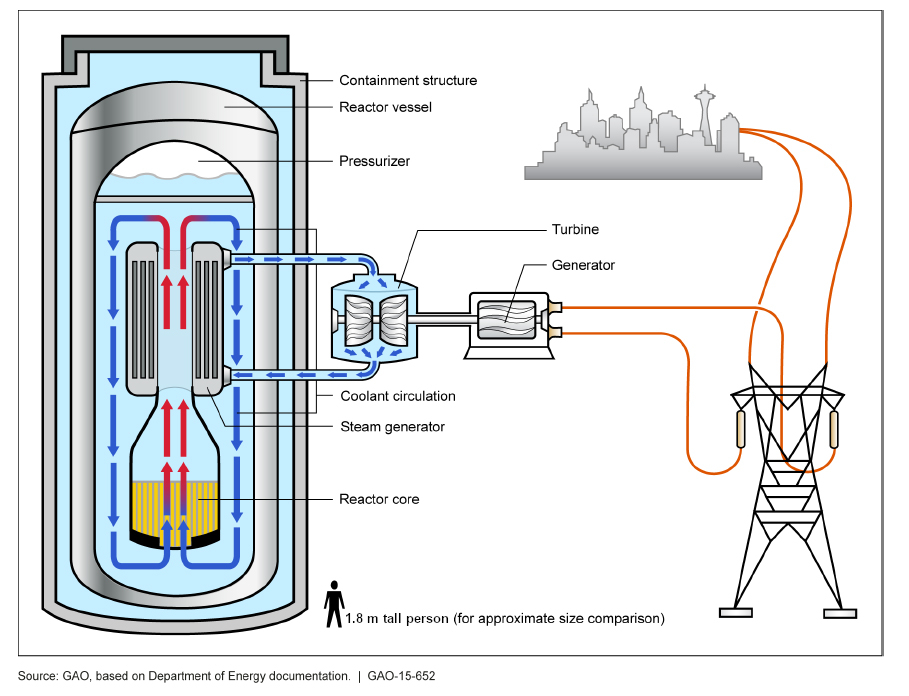
Il·lustració d'un petit reactor nuclear modular (SMR) d'aigua lleugera

Els petits reactors modulars (SMR) són una classe de petits reactors de fissió nuclear, dissenyats per ser construïts en una fàbrica, enviats a llocs operatius per instal·lar-los i després utilitzats per alimentar edificis o altres operacions comercials. El primer SMR comercial va ser inventat per un equip de científics nuclears de la Universitat Estatal d'Oregon (OSU) el 2007. Treballant amb el prototip d'OSU, NuScale Power va desenvolupar el primer model de treball, disponible al mercat nord-americà, el 2022. El terme SMR fa referència a la mida, la capacitat i la construcció modular. El tipus de reactor i els processos nuclears poden variar. Dels molts dissenys SMR, el reactor d'aigua a pressió (PWR) és el més comú. Tanmateix, els dissenys SMR proposats recentment inclouen: generació IV, reactors de neutrons tèrmics, reactors de neutrons ràpids, sal fosa i models de reactors refrigerats per gas.
Els petits reactors especificats per l'exèrcit es van dissenyar per primera vegada a la dècada de 1950 per alimentar submarins i vaixells de míssils balístics (portaavions i trencagels) amb propulsió nuclear. La producció elèctrica dels reactors navals moderns es limita generalment a menys de 165 MW e i es dedica a alimentar puntals de turboeix en lloc de subministrar electricitat comercial. A més, hi ha molts més controls de seguretat absents dels reactors navals a causa de les limitacions d'espai per a les quals van ser dissenyats aquests reactors.
Els SMR comercials es poden dissenyar per oferir una potència elèctrica de sortida tan baixa com 5 MWe (elèctrica) o un màxim de 300 MW e per mòdul. Els SMR també es poden dissenyar exclusivament per a la dessalinització o la calefacció de les instal·lacions en lloc d'electricitat. Aquests SMR es mesuren en megawatts tèrmics MWt. Molts dissenys SMR es basen en un sistema modular, que permet als clients simplement afegir mòduls per aconseguir una sortida de megawatts desitjada (MWe). Alguns dissenys SMR, normalment aquells que utilitzen tecnologies de reactors de quarta generació, tenen com a objectiu assegurar un avantatge econòmic addicional mitjançant millores en l'eficiència de generació elèctrica a partir de la generació de vapor de temperatura molt més alta. Idealment, s'espera que els reactors modulars redueixin la construcció in situ, augmentin l'eficiència de la contenció i pretinguin millorar la seguretat. No obstant això, altres fabricants de SMR afirmen que una major seguretat hauria de venir mitjançant l'aplicació de funcions de seguretat passiva que funcionen sense intervenció humana. La seguretat passiva és un concepte ja implementat en alguns tipus de reactors nuclears convencionals. Els SMR també haurien d'ajudar a reduir els costos de personal de les centrals elèctriques, ja que el seu funcionament és bastant senzill. i es diu que tenen la capacitat de saltar les barreres financeres i de seguretat que inhibeixen la construcció de reactors convencionals.
A partir del 2023, només la Xina i Rússia han construït amb èxit SMR operatius. El Departament d'Energia dels Estats Units havia estimat que el primer SMR als Estats Units seria completat per NuScale Power al voltant de 2030, però aquest acord ha fracassat després que els clients es van retirar a causa de l'augment dels costos. Hi ha més de 80 dissenys de reactors modulars en desenvolupament a 19 països. Rússia opera des de l'octubre de 2022 una central nuclear flotant Akademik Lomonosov, a l'Extrem Orient rus (Pevek). La planta flotant és la primera d'aquest tipus al món. El reactor modular d'alta temperatura refrigerat per gas HTR-PM de la Xina es va connectar a la xarxa el 2021.
Els SMR es diferencien pel que fa a la dotació de personal, la seguretat i el temps de desplegament. Es diu que els estudis del govern dels EUA per avaluar els riscos associats a SMR han alentit el procés de llicència. Una de les principals preocupacions dels SMR i el seu gran nombre, necessaris per aconseguir una rendibilitat econòmica, és prevenir la proliferació nuclear.

## Rerefons

### Esperança d'augmentar la seguretat i reduir costos
Els factors econòmics d'escala fan que els reactors nuclears acostumen a ser grans, fins a tal punt que la mida mateixa es converteix en un factor limitant. El desastre de Txernòbil de 1986 i el desastre nuclear de Fukushima de 2011 van provocar un gran retrocés per a la indústria nuclear, amb la suspensió mundial del desenvolupament, la reducció de finançament i el tancament de les plantes de reactors.

Es necessita una cadena de fissió nuclear per generar energia nuclear

## Dissenys
Els SMR es preveuen en múltiples dissenys. Alguns són versions simplificades dels reactors actuals, d'altres impliquen tecnologies completament noves. Tots els SMR proposats utilitzen fissió nuclear amb dissenys que inclouen reactors de neutrons tèrmics i reactors de neutrons ràpids.